# Königliches Leihamt

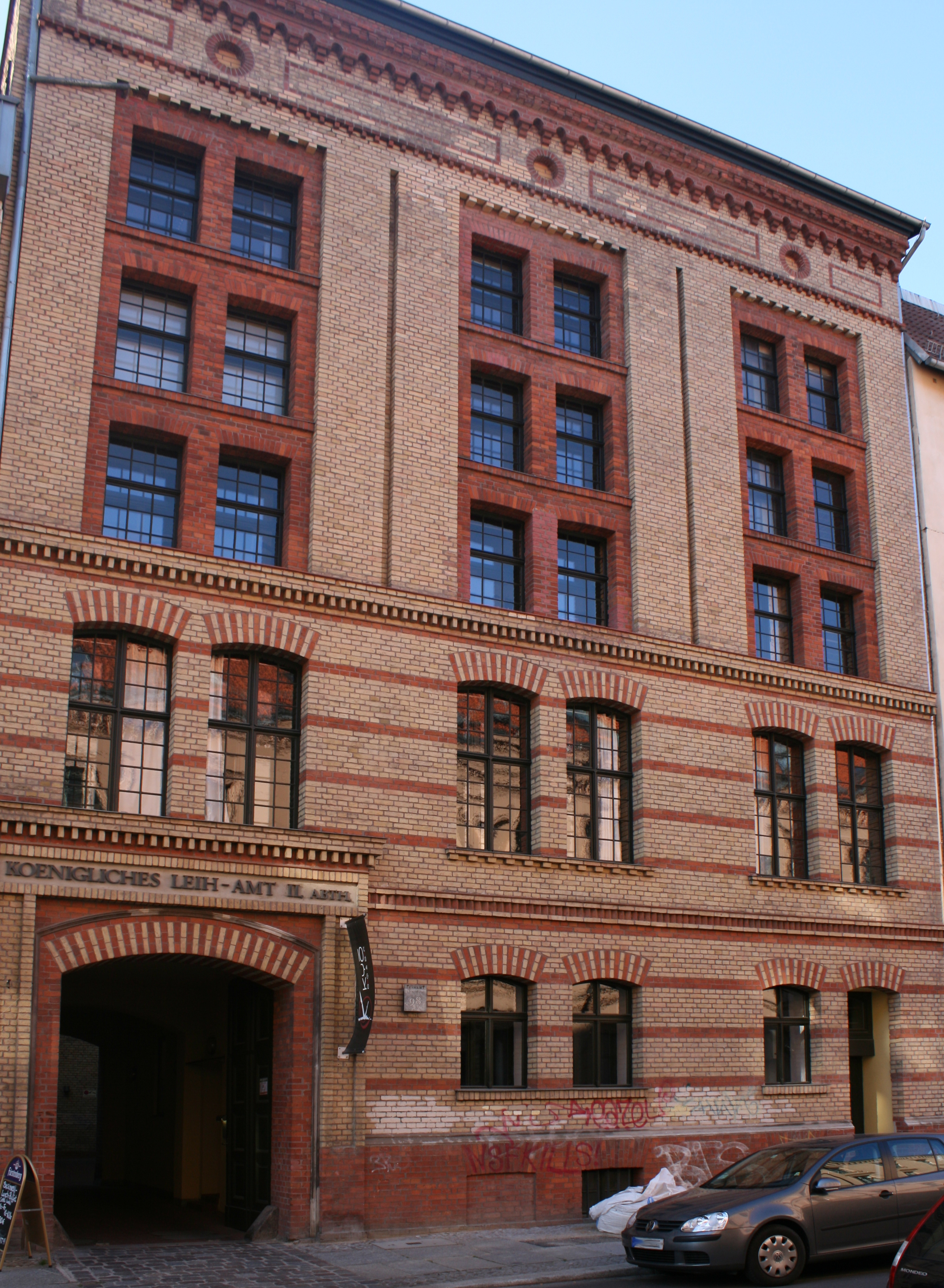
Das Königliche Leihamt in der Linienstraße

Das Königliche Leihamt wurde 1834 als Nachfolgeinstitution des liquidierten Adresshauses in Berlin gegründet. Es hatte seinen Sitz zuerst in der Jägerstraße 64, 1841 kam die Abteilung II in der Klosterstraße 39 und 1848 die Abteilung III in der Linienstraße in Berlin-Mitte hinzu. Nach dem Ersten Weltkrieg wurde das königliche Leihamt in „Staatliches Leihamt“ umbenannt. 1934 kam das Leihamt als „Leihamt der Stadtgemeinde Berlin“ in die Verwaltung der Stadt Berlin. Das Gebäude in der Linienstraße aus dem Jahr 1847 ist das einzige erhaltene königliche Leihamt der Stadt.  Das Königliche Leihamt verbindet mit den Hinterhöfen die Linienstraße 98 mit der Torstraße 164. Es wurde noch bis 1990 als Leihhaus genutzt und steht mit seiner einzigartigen Ziegelarchitektur unter Denkmalschutz.
Dieser Bau war ursprünglich eines der wenigen Gebäude, das direkt an der Akzisemauer der Stadt verlief. Diese Ausführung war seinerzeit relativ selten, da sich die Bebauung ursprünglich nur direkt an den Toren entwickelte.
Heute beherbergt das Königliche Leihamt eine Reihe von Kreativ- und Medienunternehmen, verschiedene IT- und Software-Unternehmen, sowie einige Restaurants und Galerien.